# Vector unitari
En matemàtiques, un vector unitari en un espai vectorial és un vector de llargada 1 (la llargada unitat). Un vector unitari sovint es denota per una lletra minúscula amb un accent circumflex, així: {\displaystyle {\hat {\imath }}}.
En l'espai euclidià, el producte escalar de dos vectors unitaris és simplement el cosinus de l'angle que formen entre ells. Això és el que en resulta a partir de la fórmula pel producte escalar, ja que les dues llargades són 1.
El vector normalitzat o versor {\displaystyle {\boldsymbol {\hat {u}}}} d'un vector diferent de zero {\displaystyle {\boldsymbol {u}}} és el vector unitari codireccional amb {\displaystyle {\boldsymbol {u}}}, és a dir
{\displaystyle {\boldsymbol {\hat {u}}}={\frac {\boldsymbol {u}}{\|{\boldsymbol {u}}\|}}.}
on {\displaystyle \|{\boldsymbol {u}}\|} és la norma (o llargada) de {\displaystyle {\boldsymbol {u}}}. El terme vector normalitzat es fa servir a vegades com a sinònim de vector unitari.
Els elements d'una base s'escullen normalment de forma que siguin vectors unitaris. Tots els vectors de l'espai es poden escriure com a combinació lineal de vectors unitaris. Les bases més habituals són en coordenades cartesianes, coordenades polars, i coordenades esfèriques. Cada una fa servir vectors unitaris diferents segons la simetria del sistema de coordenades. Com que aquests sistemes es troben en tants contexts diferents, no és inusual trobar-se convencions de nomenclatura diferents de les que es fan servir aquí.

## Coordenades cartesianes
En el sistema de coordenades cartesianes tridimensional, dels vectors unitaris en les direccions x, y, i z es coneixen de vegades a com versors del sistema de coordenades.
{\displaystyle \mathbf {\hat {\boldsymbol {\imath }}} ={\begin{bmatrix}1\\0\\0\end{bmatrix}},\,\,\mathbf {\hat {\boldsymbol {\jmath }}} ={\begin{bmatrix}0\\1\\0\end{bmatrix}},\,\,\mathbf {\hat {\boldsymbol {k}}} ={\begin{bmatrix}0\\0\\1\end{bmatrix}}}
Sovint s'escriuen fent servir notació vectorial normal (p. ex. i, o {\displaystyle {\vec {\imath }}}) en comptes de la notació amb accent circumflex, i en la majoria de contexts es pot assumir que aquell i, j, i k, (o {\displaystyle {\vec {\imath }},{\vec {\jmath }},} i {\displaystyle {\vec {k}}}) són els versors d'un sistema de coordenades cartesià (per tant una terna de vectors unitaris recíprocament ortogonals). Les notacions {\displaystyle ({\boldsymbol {\hat {x}}},{\boldsymbol {\hat {y}}},{\boldsymbol {\hat {z}}})}, {\displaystyle ({\boldsymbol {\hat {x}}}_{1},{\boldsymbol {\hat {x}}}_{2},{\boldsymbol {\hat {x}}}_{3})}, {\displaystyle ({\boldsymbol {\hat {e}}}_{x},{\boldsymbol {\hat {e}}}_{y},{\boldsymbol {\hat {e}}}_{z})}, o {\displaystyle ({\boldsymbol {\hat {e}}}_{1},{\boldsymbol {\hat {e}}}_{2},{\boldsymbol {\hat {e}}}_{3})}, amb barret/accent circumflex o sense, també es fan servir, especialment en contexts on i, j, k podria conduir a confusió amb una altra quantitat (per exemple amb símbols d'indexació com i, j, k, utilitzats per identificar un element d'un conjunt o d'una estructura de dades de tipus vector o una successió de variables). Aquests vectors representen un exemple de base natural.
Quan s'expressa un vector unitari en l'espai, en notació cartesiana, com a combinació lineal d'i, j, k, els seus tres components escalars es poden interpretar a com "cosinus directors". El valor de cada component és igual al cosinus de l'angle format pel vector unitari amb el vector de la base respectiu. Aquest és un dels mètodes que es fan servir per descriure l'orientació (posició angular) d'una recta, segment de recta, eix orientat, o segment d'eix orientat (vector).

## Coordenades cilíndriques
Els vectors unitaris apropiats a la simetria cilíndrica són: {\displaystyle {\boldsymbol {\hat {s}}}} (també notat {\displaystyle {\boldsymbol {\hat {r}}}} o {\displaystyle {\boldsymbol {\hat {\rho }}}}), la distància a l'eix de simetria; {\displaystyle {\boldsymbol {\hat {\phi }}}}, l'angle mesurat en el sentit contrari de les agulles del rellotge des de l'eix d'abcisses positiu; i {\displaystyle {\boldsymbol {\hat {z}}}}. Es relacionen amb la base cartesiana {\displaystyle {\hat {x}},{\hat {y}},{\hat {z}}} per les següents fórmules:
{\displaystyle {\boldsymbol {\hat {s}}}} = {\displaystyle \cos \phi {\boldsymbol {\hat {x}}}+\sin \phi {\boldsymbol {\hat {y}}}}
{\displaystyle {\boldsymbol {\hat {\phi }}}} = {\displaystyle -\sin \phi {\boldsymbol {\hat {x}}}+\cos \phi {\boldsymbol {\hat {y}}}}
{\displaystyle {\boldsymbol {\hat {z}}}={\boldsymbol {\hat {z}}}.}
És important destacar que {\displaystyle {\boldsymbol {\hat {s}}}} i {\displaystyle {\boldsymbol {\hat {\phi }}}} són funcions de {\displaystyle \phi }, i no són constants en direcció. Quan es calculen derivades o integrals en coordenades cilíndriques, cal que també s'operi sobre aquests mateixos vectors unitaris. Per a una descripció més completa, vegeu Jacobià. Les derivades respecte de {\displaystyle \phi } són:
{\displaystyle {\frac {\partial {\boldsymbol {\hat {s}}}}{\partial \phi }}=-\sin \phi {\boldsymbol {\hat {x}}}+\cos \phi {\boldsymbol {\hat {y}}}={\boldsymbol {\hat {\phi }}}}
{\displaystyle {\frac {\partial {\boldsymbol {\hat {\phi }}}}{\partial \phi }}=-\cos \phi {\boldsymbol {\hat {x}}}-\sin \phi {\boldsymbol {\hat {y}}}=-{\boldsymbol {\hat {s}}}}
{\displaystyle {\frac {\partial {\boldsymbol {\hat {z}}}}{\partial \phi }}=\mathbf {0} .}

## Coordenades esfèriques
Els vectors unitaris apropiats a la simetria esfèrica són: {\displaystyle {\boldsymbol {\hat {r}}}}, la distància radial a l'origen; {\displaystyle {\boldsymbol {\hat {\phi }}}}, l'angle en el pa x-y en el sentit contrari de les agulles del rellotge des de l'eix d'abcisses positiu; i {\displaystyle {\boldsymbol {\hat {\theta }}}}, l'angle respecte de l'eix de z positiu. Per minimitzar la degeneració, l'angle polar es pren normalment {\displaystyle 0\leq \theta \leq 180^{\circ }}. És especialment important especificar el context de qualsevol trio ordenat escrit en coordenades esfèriques, donat que els papers de {\displaystyle {\boldsymbol {\hat {\phi }}}} i {\displaystyle {\boldsymbol {\hat {\theta }}}} sovint s'inverteixen. En aquest article es fa servir la convenció que s'anomena americana. Es defineix l'angle azimutal igual com en coordenades cilíndriques. La relació amb les coordenades cartesianes és:
{\displaystyle {\boldsymbol {\hat {r}}}=\sin \theta \cos \phi {\boldsymbol {\hat {x}}}+\sin \theta \sin \phi {\boldsymbol {\hat {y}}}+\cos \theta {\boldsymbol {\hat {z}}}}
{\displaystyle {\boldsymbol {\hat {\theta }}}=\cos \theta \cos \phi {\boldsymbol {\hat {x}}}+\cos \theta \sin \phi {\boldsymbol {\hat {y}}}-\sin \theta {\boldsymbol {\hat {z}}}}
{\displaystyle {\boldsymbol {\hat {\phi }}}=-\sin \phi {\boldsymbol {\hat {x}}}+\cos \phi {\boldsymbol {\hat {y}}}}
Els vectors unitaris en coordenades esfèriques depenen tant de {\displaystyle \phi } com de {\displaystyle \theta }, i per això hi ha 5 derivades diferents de zero possibles. Per a una descripció més completa, vegeu Jacobià. Les derivades diferents de zero són:
{\displaystyle {\frac {\partial {\boldsymbol {\hat {r}}}}{\partial \phi }}=-\sin \theta \sin \phi {\boldsymbol {\hat {x}}}+\sin \theta \cos \phi {\boldsymbol {\hat {y}}}=\sin \theta {\boldsymbol {\hat {\phi }}}}
{\displaystyle {\frac {\partial {\boldsymbol {\hat {r}}}}{\partial \theta }}=\cos \theta \cos \phi {\boldsymbol {\hat {x}}}+\cos \theta \sin \phi {\boldsymbol {\hat {y}}}-\sin \theta {\boldsymbol {\hat {z}}}={\boldsymbol {\hat {\theta }}}}
{\displaystyle {\frac {\partial {\boldsymbol {\hat {\theta }}}}{\partial \phi }}=-\cos \theta \sin \phi {\boldsymbol {\hat {x}}}+\cos \theta \cos \phi {\boldsymbol {\hat {y}}}=\cos \theta {\boldsymbol {\hat {\phi }}}}
{\displaystyle {\frac {\partial {\boldsymbol {\hat {\theta }}}}{\partial \theta }}=-\sin \theta \cos \phi {\boldsymbol {\hat {x}}}-\sin \theta \sin \phi {\boldsymbol {\hat {y}}}-\cos \theta {\boldsymbol {\hat {z}}}=-{\boldsymbol {\hat {r}}}}
{\displaystyle {\frac {\partial {\boldsymbol {\hat {\phi }}}}{\partial \phi }}=-\cos \phi {\boldsymbol {\hat {x}}}-\sin \phi {\boldsymbol {\hat {y}}}=-\cos \theta {\boldsymbol {\hat {\theta }}}-\sin \theta {\boldsymbol {\hat {r}}}}

## Coordenades curvilínies
En general, un sistema de coordenades es pot especificar fent servir únicament un nombre (igual als graus de llibertat de l'espai) de vectors unitaris linealment independents {\displaystyle {\boldsymbol {\hat {e}}}_{n}}. Per a l'espai tridimensional corrent, aquests vectors es poden denotar {\displaystyle {\boldsymbol {{\hat {e}}_{1}}},{\boldsymbol {{\hat {e}}_{2}}},{\boldsymbol {{\hat {e}}_{3}}}}. Gairebé sempre és convenient definir el sistema de forma que sigui ortonormal i amb orientació positiva:
{\displaystyle {\boldsymbol {{\hat {e}}_{i}}}\cdot {\boldsymbol {{\hat {e}}_{j}}}=\delta _{ij}}
{\displaystyle {\boldsymbol {{\hat {e}}_{1}}}\cdot ({\boldsymbol {{\hat {e}}_{2}}}\times {\boldsymbol {{\hat {e}}_{3}}})=1}
on δij és la delta de Kronecker.